# (1781) Van Biesbroeck
(1781) Van Biesbroeck – planetoida z pasa głównego planetoid okrążająca Słońce w ciągu 3 lat i 259 dni w średniej odległości 2,39 au. Została odkryta 17 października 1906 roku w Landessternwarte Heidelberg-Königstuhl w Heidelbergu przez Augusta Kopffa. Nazwa planetoidy pochodzi od George'a Van Biesbroecka (1880-1974), amerykańskiego astronoma pochodzenia belgijskiego. Przed nadaniem nazwy planetoida nosiła oznaczenie tymczasowe (1781) A906 UB.